# Millî Küme 1947
Die Milli Eğitim Kupası 1947 war die zehnte ausgetragene Saison der Millî Küme. Meister wurde zum dritten Mal Beşiktaş Istanbul.

## Teilnehmende Mannschaften
- Fenerbahçe Istanbul – Aus der İstanbul Futbol Ligi als 1. Platz
- Vefa Istanbul – Aus der İstanbul Futbol Ligi als 2. Platz
- Beşiktaş Istanbul – Aus der  İstanbul Futbol Ligi als 3. Platz
- Galatasaray Istanbul – Aus der İstanbul Futbol Ligi als 4. Platz
- Ankara Demirspor – Aus der Ankara Futbol Ligi als 1. Platz
- Gençlerbirliği Ankara – Aus der Ankara Futbol Ligi als 2. Platz
- Altay Izmir – Aus der İzmir Futbol Ligi als 2. Platz
- Altınordu Izmir – Aus der İzmir Futbol Ligi als 3. Platz

## Statistiken

### Abschlusstabelle
Punktesystem
Sieg: 3 Punkte, Unentschieden: 2 Punkte, Niederlage: 1 Punkt
| Pl. | Verein                | Sp. | S  | U | N  | Tore    | Diff. | Punkte |
| --- | --------------------- | --- | -- | - | -- | ------- | ----- | ------ |
| 1.  | Beşiktaş Istanbul     | 14  | 10 | 3 | 1  | 039:120 | +27   | 37     |
| 2.  | Fenerbahçe Istanbul   | 14  | 9  | 3 | 2  | 041:210 | +20   | 35     |
| 3.  | Galatasaray Istanbul  | 14  | 6  | 5 | 3  | 032:200 | +12   | 31     |
| 4.  | Ankara Demirspor      | 14  | 6  | 3 | 5  | 028:250 | +3    | 29     |
| 5.  | Vefa Istanbul         | 14  | 6  | 4 | 4  | 029:220 | +7    | 30     |
| 6.  | Gençlerbirliği Ankara | 14  | 2  | 5 | 7  | 019:320 | −13   | 23     |
| 7.  | Altınordu Izmir       | 14  | 2  | 2 | 10 | 017:380 | −21   | 20     |
| 8.  | Altay Izmir           | 14  | 2  | 1 | 11 | 018:530 | −35   | 19     |

### Torschützenliste
Bei gleicher Anzahl von Treffern sind die Spieler alphabetisch nach Nachnamen bzw. Künstlernamen sortiert.
| Rang | Name            | Mannschaft           | Tore |
| ---- | --------------- | -------------------- | ---- |
| 1.   | İsmet Artun     | Vefa Istanbul        | 12   |
| 1.   | Şükrü Gülesin   | Beşiktaş Istanbul    | 12   |
| 3.   | Reha Eken       | Galatasaray Istanbul | 10   |
| 3.   | Suphi Ural      | Fenerbahçe Istanbul  | 10   |
| 5.   | Gündüz Kılıç    | Ankara Demirspor     | 8    |
| 5.   | Şevket Yorulmaz | Beşiktaş Istanbul    | 8    |
| 7.   | Naci Bastoncu   | Fenerbahçe Istanbul  | 7    |
| 7.   | Koçis Kandidis  | Galatasaray Istanbul | 7    |
| 7.   | Hüseyin Saygun  | Vefa Istanbul        | 7    |

### Kreuztabelle
| 1947                  | Beşiktaş Istanbul | Fenerbahçe Istanbul | Galatasaray Istanbul | Ankara Demirspor | Vefa Istanbul | Gençlerbirliği Ankara | Altınordu Izmir | Altay Izmir |
| --------------------- | ----------------- | ------------------- | -------------------- | ---------------- | ------------- | --------------------- | --------------- | ----------- |
| Beşiktaş Istanbul     |                   | 2:1                 | 1:1                  | 4:1              | 1:0           | 3:1                   | 2:0             | 9:0         |
| Fenerbahçe Istanbul   | 4:0               |                     | 2:1                  | 3:4              | 3:1           | 3:0                   | 2:0             | 6:1         |
| Galatasaray Istanbul  | 1:3               | 1:2                 |                      | 2:1              | 2:2           | 3:1                   | 2:0             | 6:0         |
| Ankara Demirspor      | 1:1               | 1:1                 | 3:3                  |                  | 1:3           | 3:0                   | 1:0             | 5:0         |
| Vefa Istanbul         | 1:1               | 3:4                 | 1:1                  | 1:0              |               | 1:2                   | 4:2             | 2:0         |
| Gençlerbirliği Ankara | 1:6               | 2:2                 | 0:0                  | 2:3              | 3:3           |                       | 3:3             | 3:0         |
| Altınordu Izmir       | 0:2               | 2:2                 | 3:7                  | 0:3              | 1:4           | 1:0                   |                 | 2:1         |
| Altay Izmir           | 0:4               | 3:6                 | 1:2                  | 5:1              | 1:3           | 1:1                   | 5:3             |             |

## Die Meistermannschaft von Beşiktaş Istanbul
| 1.                | Beşiktaş Istanbul |
| Beşiktaş Istanbul | - Tor: Ethem Karpat; Erdal Kocaçimen; Mehmet Ali Tanman - Abwehr: Yavuz Üreten; Vedii Tosuncuk; Vahit - Mittelfeld: Saim Sarper; Ömer Doğan; Hristo Kostanda; Necdet Dalay - Angriff: Necdet Dalay; Tanaş Çaçi; Şükrü Gülesin; Hakkı Yeten; Faruk Sağnak; Sabri Gençsoy; Hikmet Alpaslan; Kemal Gülçelik; Süleyman Seba; Şevket Yorulmaz; Şeref Görkey; Süreyya Görkey; İbrahim Sumru; İsmet Yamanoğlu; Hayati; Eşref Bilgiç; - Trainer: Refik Osman Top |